# Margareten

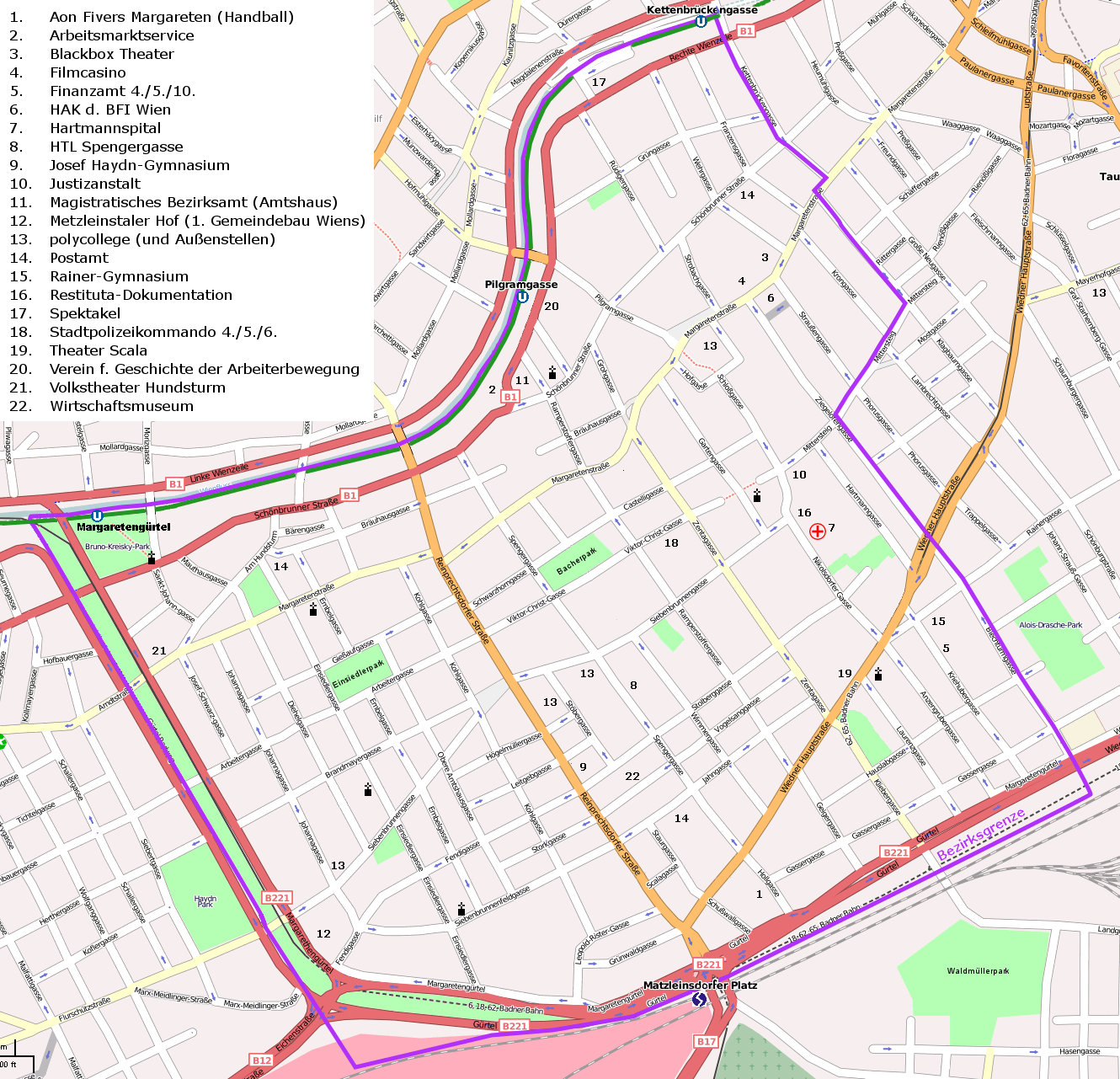
térkép

A Margareten Bécs V. kerülete. 

## Részei

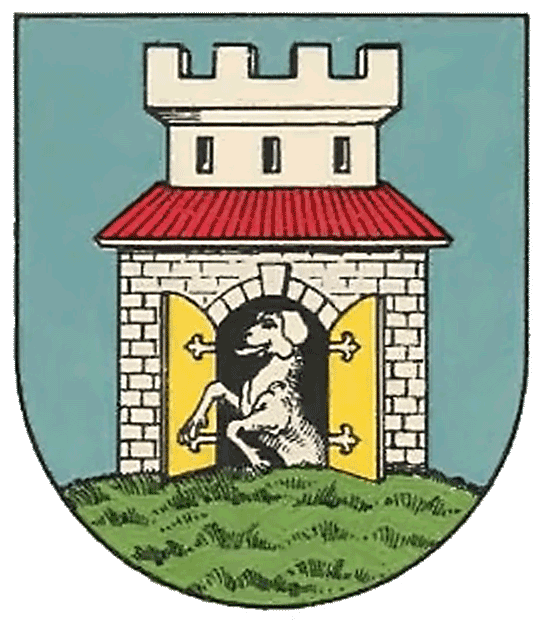
Hundsturm
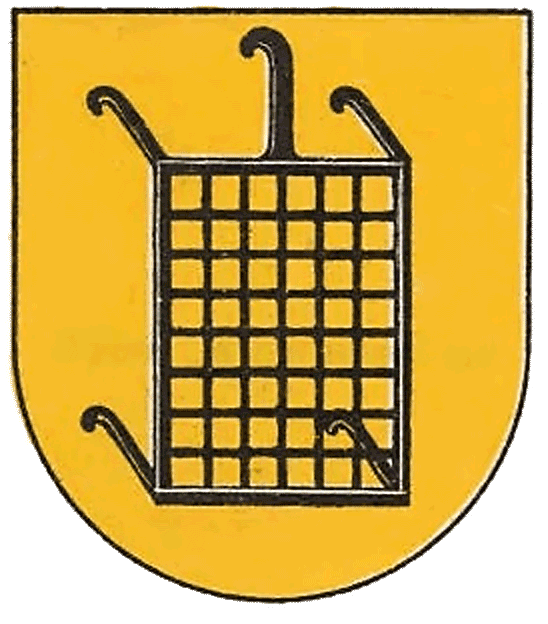
Laurenzergrund
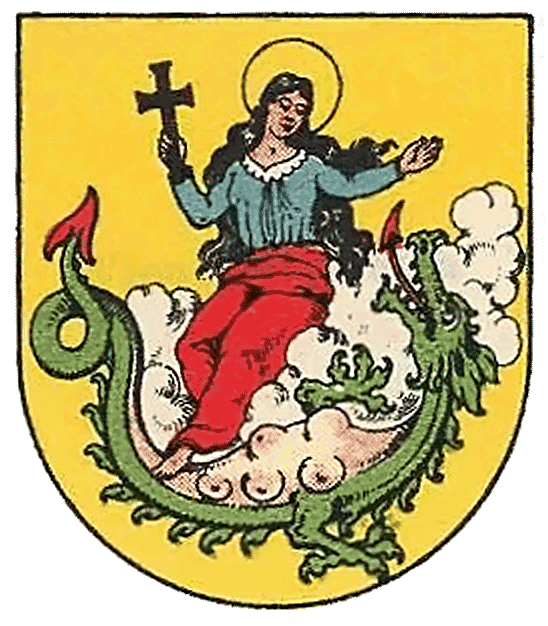
Margareten
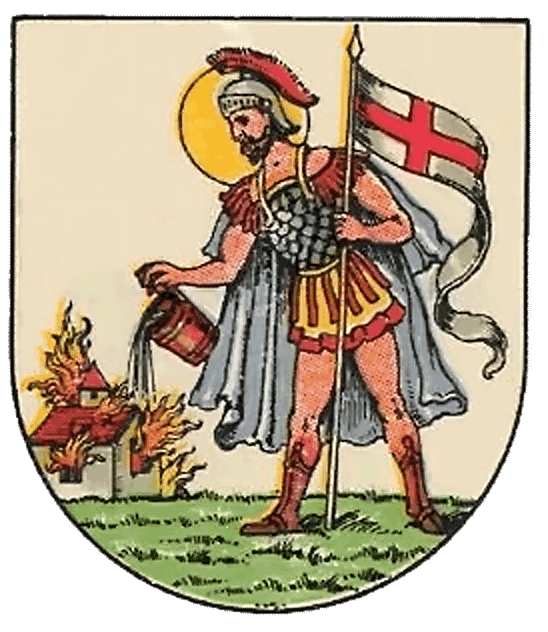
Matzleinsdorf
- Nikolsdorf
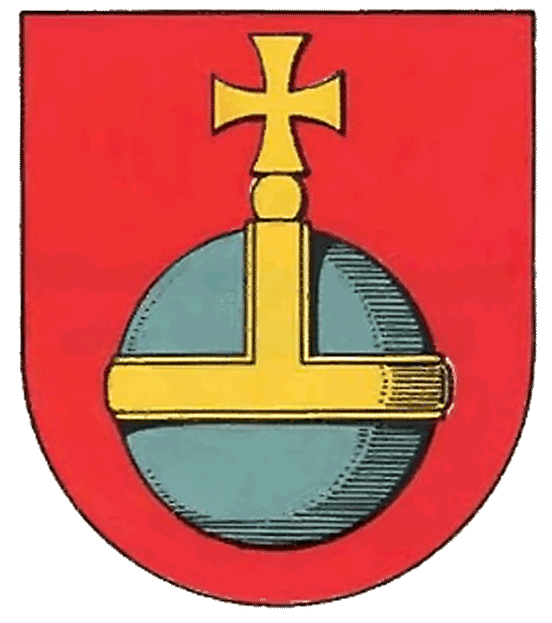
Reinprechtsdorf

- Hundsturm
- Laurenzergrund
- Margareten
- Matzleinsdorf
- Reinprechtsdorf

## Története
A Wieden kerületet 1850. marcius 6-án hozták létre a korábbi külvárosok beolvasztásaval Becsbe, 1861-ben felosztották, a nyugati rész 32 000 lakóval Margareten lett, a keleti rész 355 000 lakóval Weiden maradt.
A megszállás alatt (1945–1955) Margareten a brit szektorhoz tartozott.

## Képek

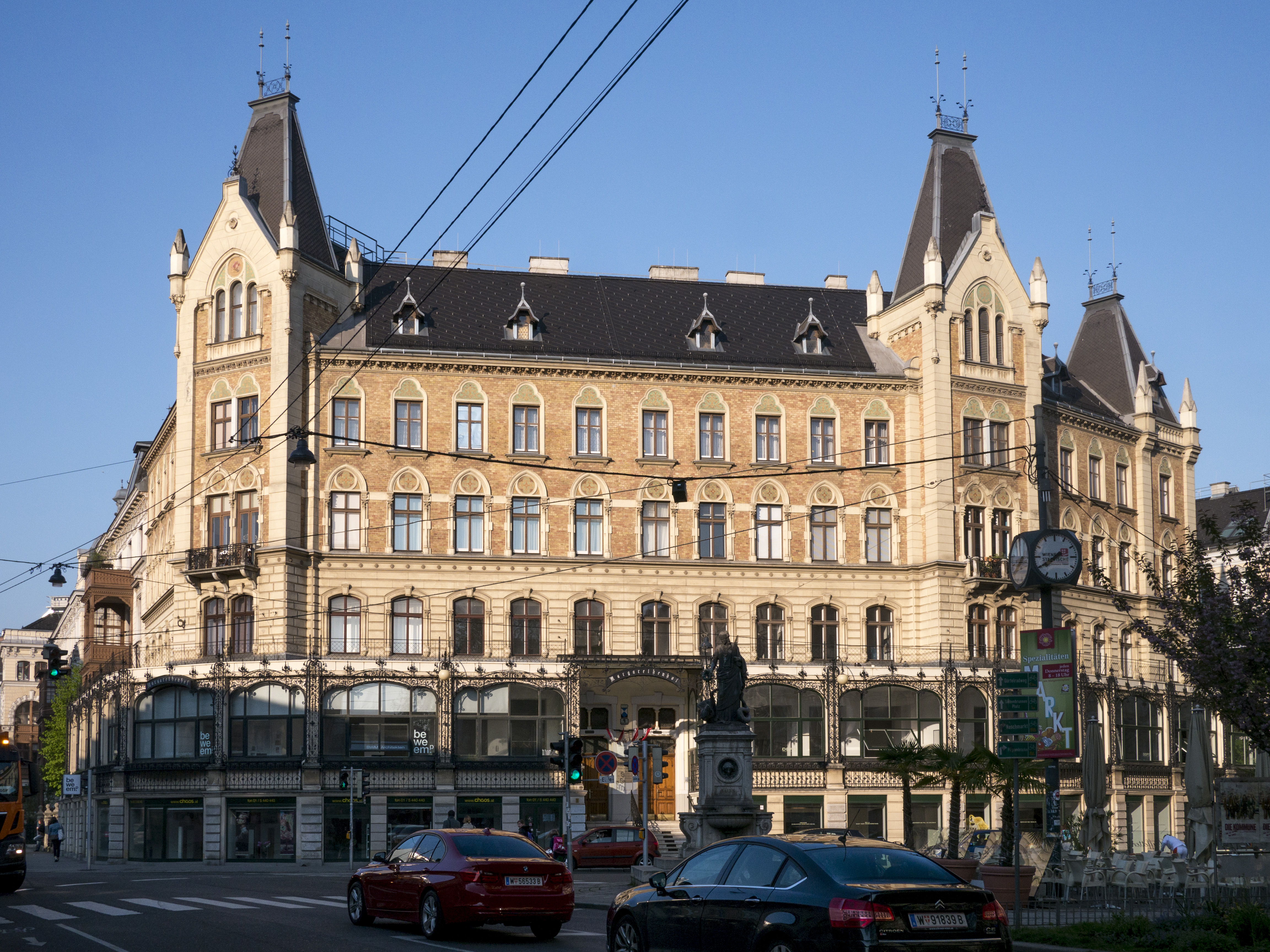
Margaretenhof
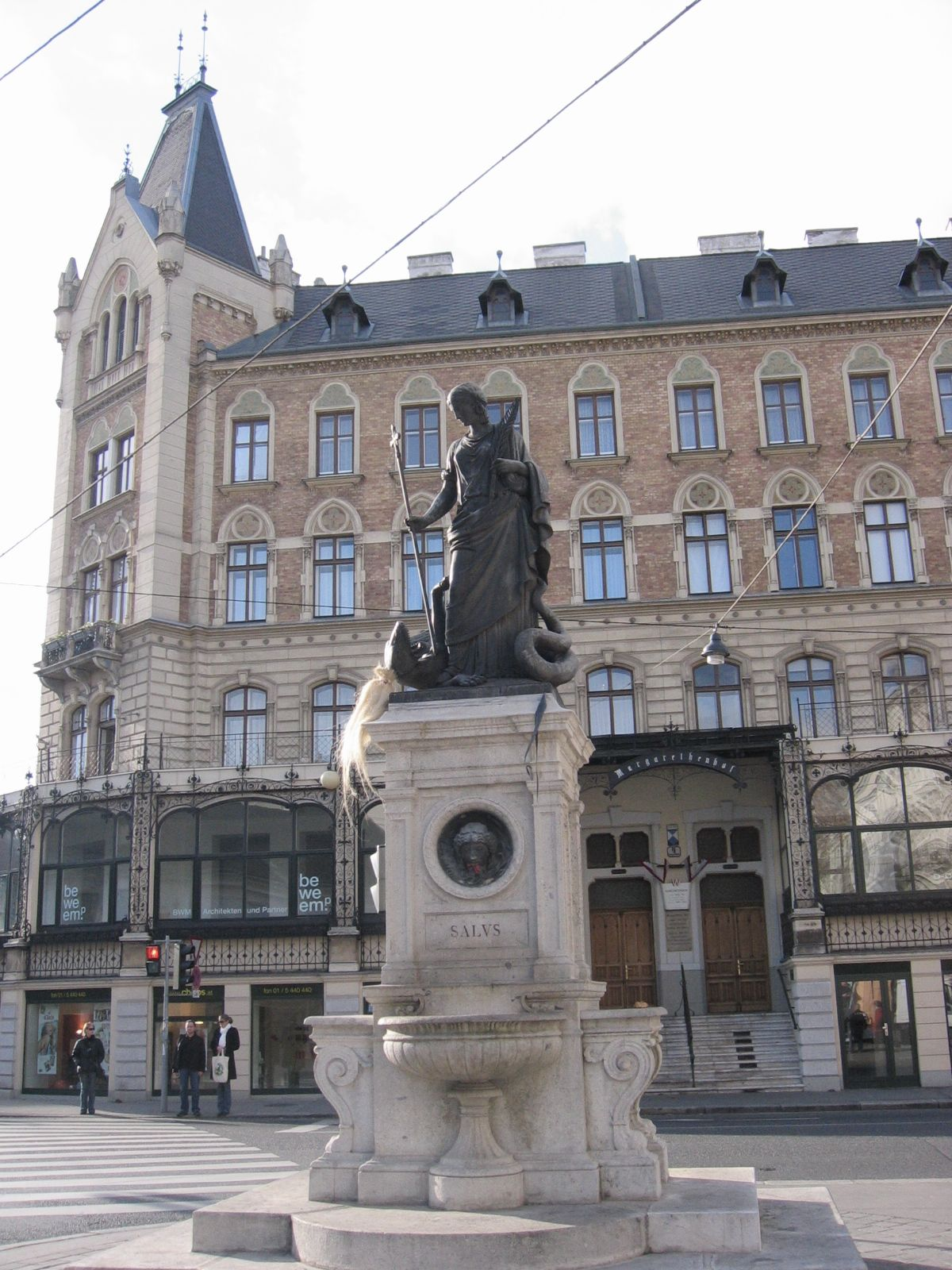
Margaretenbrunnen
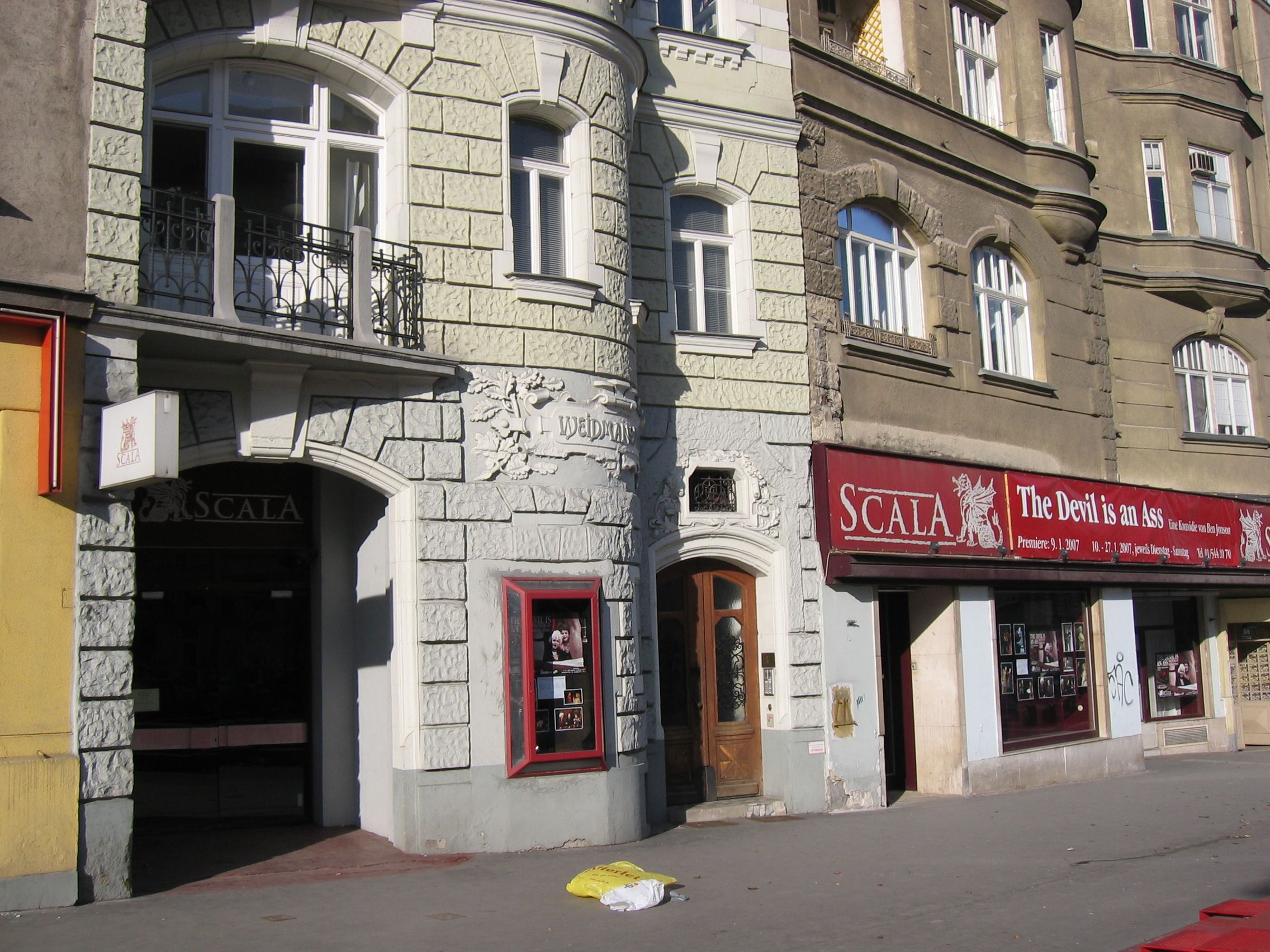
Scala színház
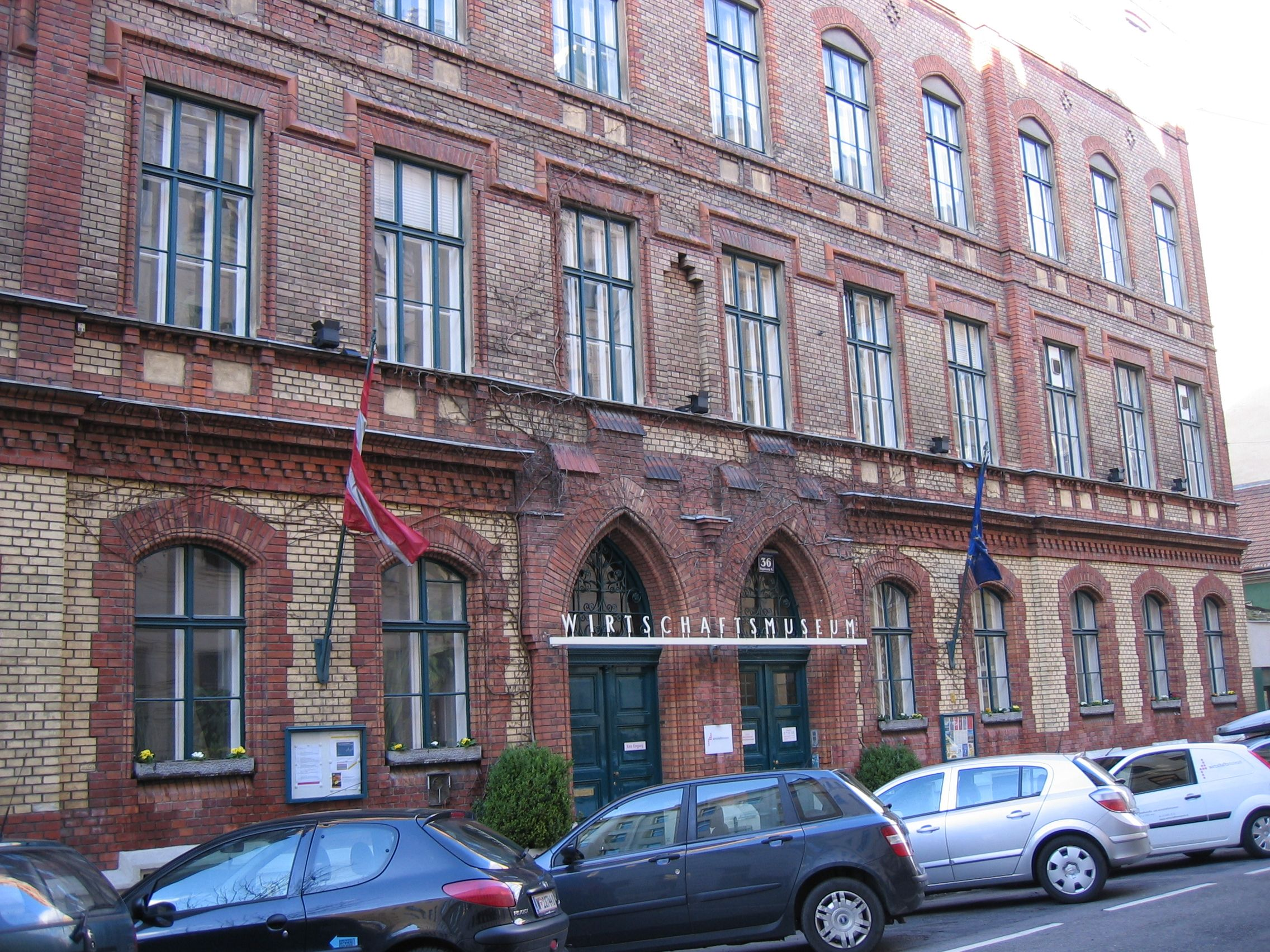
A gazdasági múzeum (Wirtschaftsmuseum)
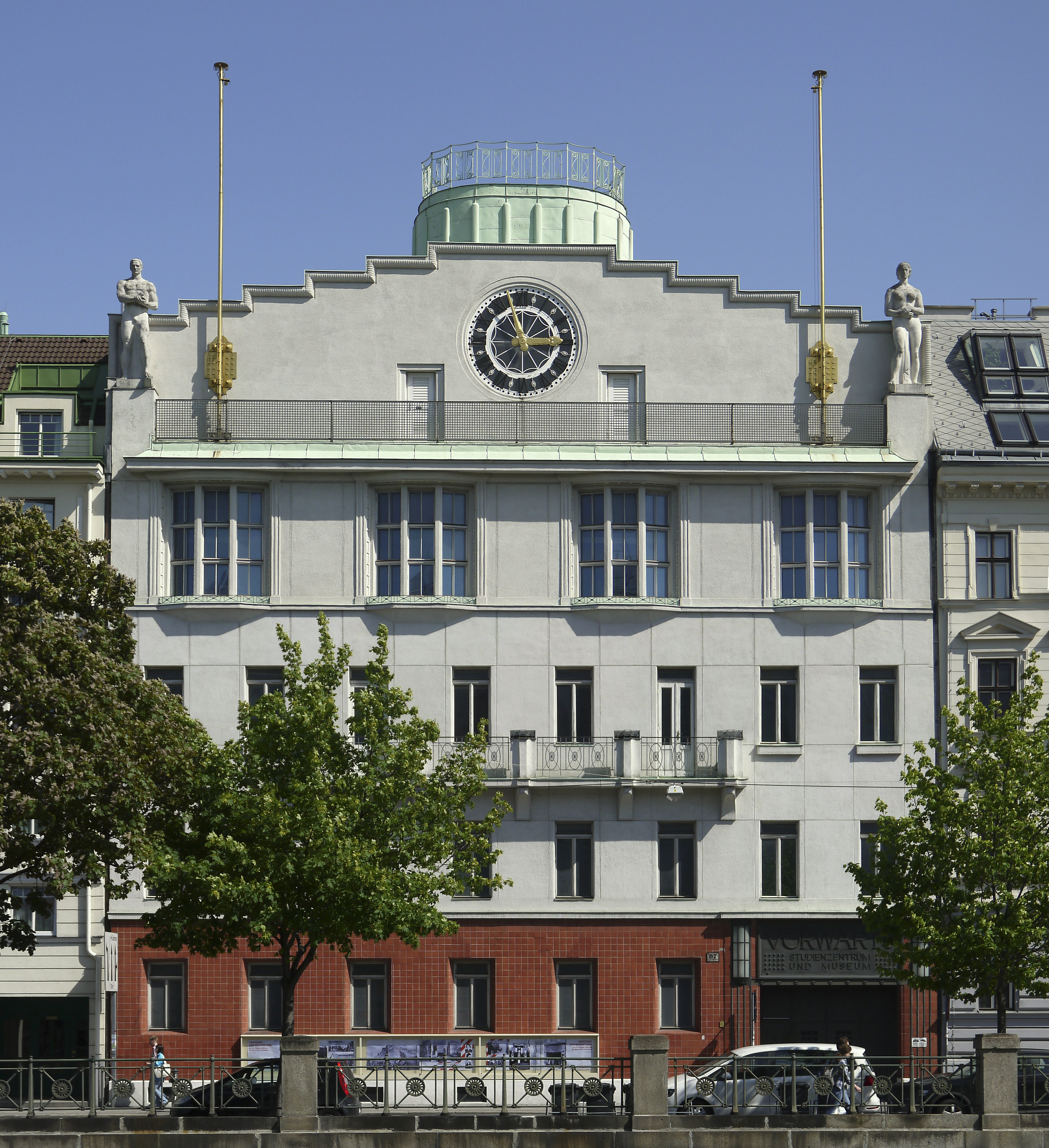
A volt Vorwärts kiadás epülete
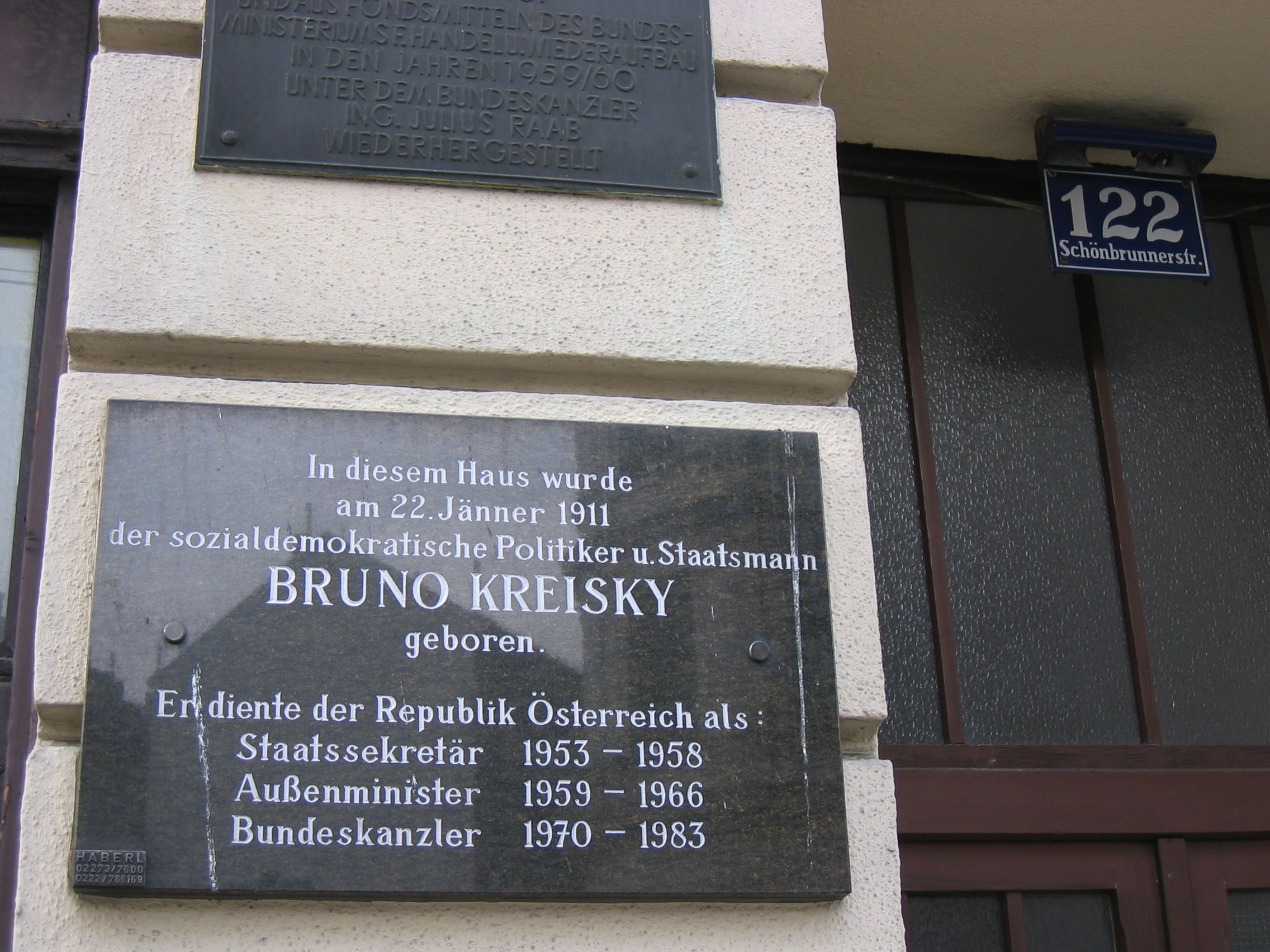
Bruno Kreisky emléktábla
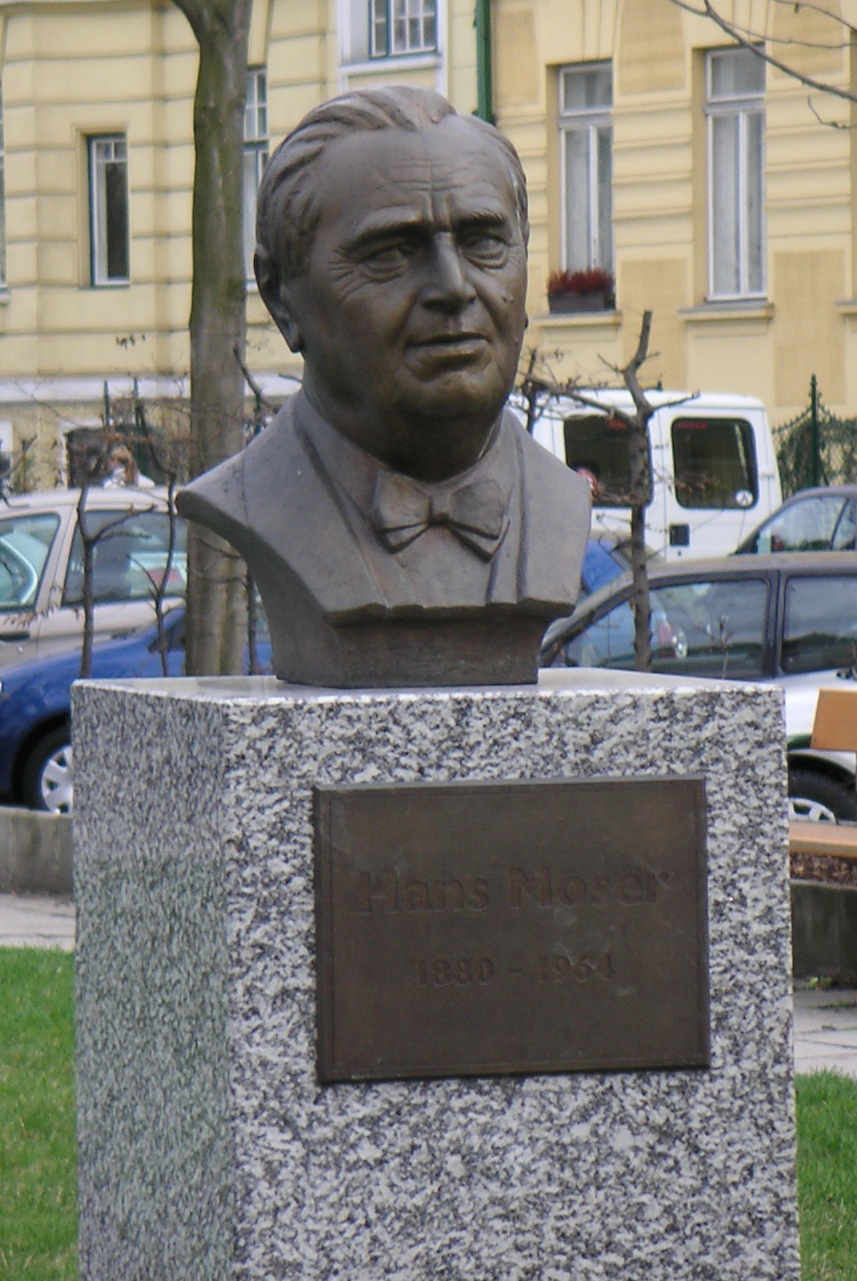
Hans Moser
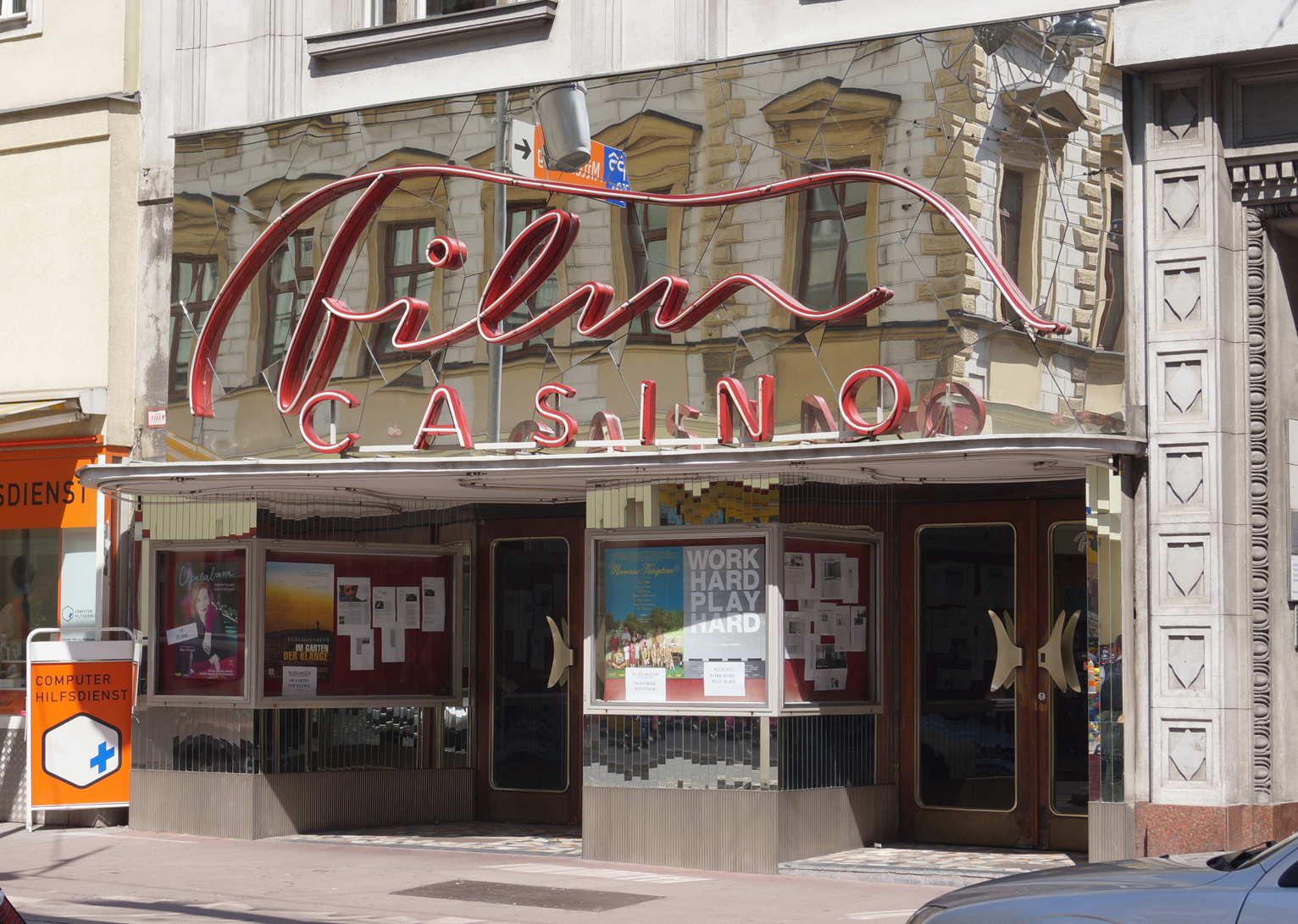
Filmcasino Wien
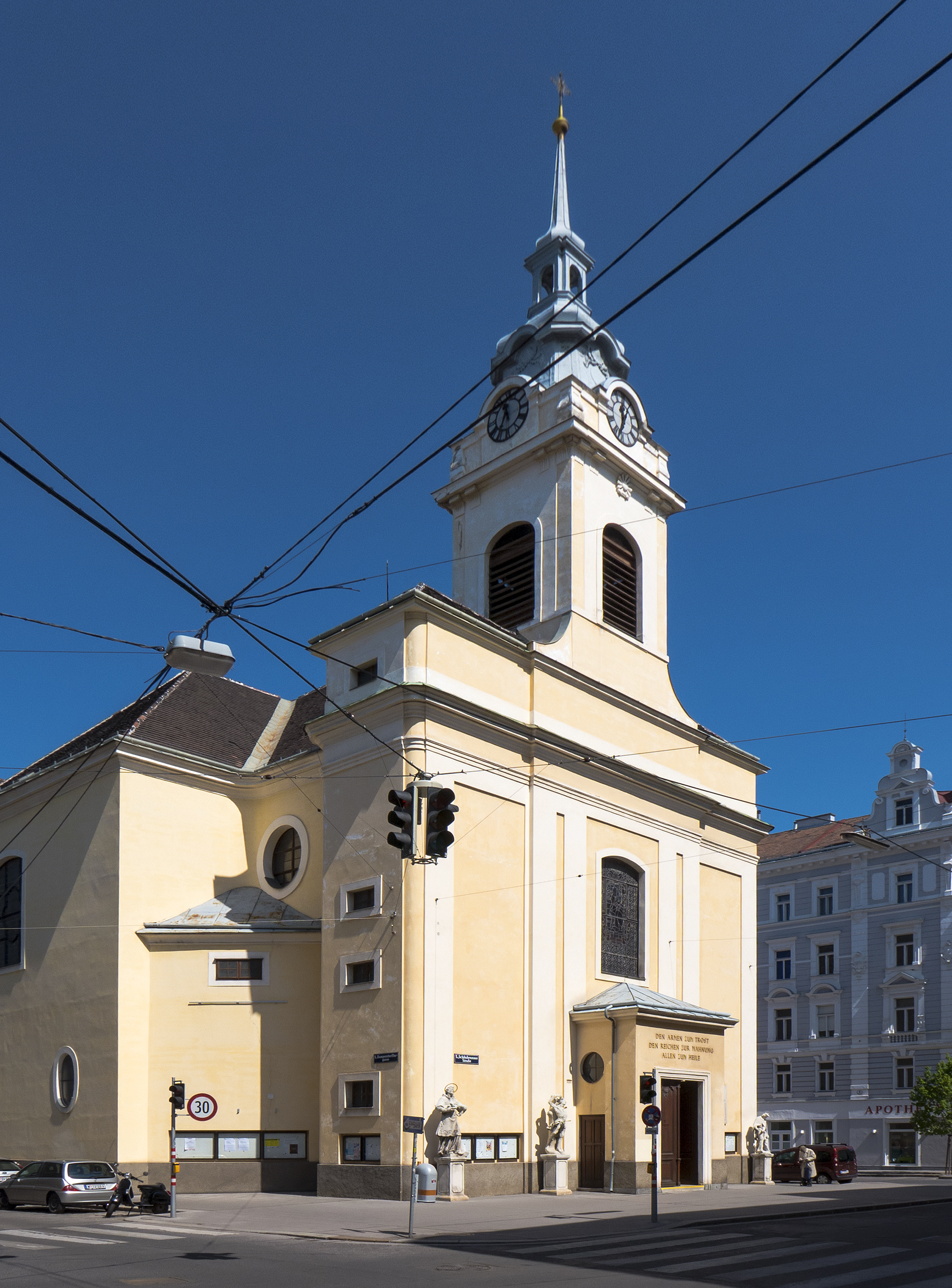
St. Josef

## Népesség
Népességnövekedés
forrás: Statistik.at

## Fordítás
- Ez a szócikk részben vagy egészben  a   Margareten című német Wikipédia-szócikk fordításán alapul.  Az eredeti cikk szerkesztőit annak laptörténete sorolja fel. Ez a jelzés csupán a megfogalmazás eredetét és a szerzői jogokat jelzi, nem szolgál a cikkben szereplő információk forrásmegjelöléseként.